# Oído? Ellas, la voz de la gastronomía
Oído? Ellas, la voz de la gastronomía es un documental estrenado en 2020 dirigido por la periodista gastronómica Sara Cucala que narra el papel de la mujer en la gastronomía española desde la perspectiva de quince profesionales: periodistas, cocineras, sumilleres, jefas de sala, cocteleras, etc.
El documental denuncia que en España el 48 % de las estudiantes de cocina son mujeres y que sólo el 18 % llegan a la alta restauración, de los 204 restaurantes españoles con Estrellas Michelin 21 están dirigidos por mujeres y tan solo uno mantiene las tres Estrellas.
El documental, producido por Pnka fue seleccionado en la Seminci 2020 y emitida en Documentales de La2 de RTVE en marzo de 2021.

## Capítulos
1. Primer aperitivo. La mujer y el periodismo
2. Segundo aperitivo. La mujer y el vino
3. Tercer aperitivo. La mujer, la sumillería y la Sala
4. Primer plato. La mujer, la tradición y la cocina
5. Segundo plato. La mujer, premios y reconocimientos
6. Pre.postre. La mujer y las Estrellas Michelin
7. Postre. La mujer y la maternidad
8. Segundo postre. La mujer y el asociacionismo
9. Morphing. La mujer y el futuro

## Ficha técnica
Dirección y guion: Sara Cucala
Director de fotografía: Alejandro López
Colorista: María Maganto
Sonido: Dani Bravo
Música: César Latorre
Productora ejecutiva: Roberta Bruno

## Intérpretes
- Isabel Mijares, enóloga, química y escritora
- Paz Ivison, periodista gastronómica y vinícola
- Gemma Vela, sumiller
- Adriana Chía, bartender
- Julia Pérez, periodista gastronómica
- Amaia Ortuzar, cocinera
- Carme Ruscalleda, chef
- Ester Rico, sumiller
- Begoña Rodrigo, chef
- Ana Lorente, periodista gastronómica
- Teresa Gutiérrez, chef
- Onintza Mokoroa, fundadora de Gastroandere
- Manuela Romeralo, sumiller, experta en puros y destilados
- Elena Arzak, chef
- Sara Pérez, enóloga

### Con intervenciones de
- Maruja Callaved
- Elena Santonja
- Inés Ortega Klein

## Sobre el documental
El documental recuerda a mujeres como Carmen de Burgos o Pardo Bazán autoras de los primeros recetarios de la bibliografía culinaria española que cayeron en el olvido. «Como profesional del mundo de la gastronomía hacía años que necesitaba narrar la historia de mujeres han hecho de la gastronomía española uno de los pilares culinarios del mundo. Muchas de ellas son desconocidas para la gente de a pie y otras, reconocidas por su popularidad ganada en diferentes medios de comunicación» comenta la directora de la película Sara Cucala.